# John Logan (basket-ball)
Pour les articles homonymes, voir John Logan, Arnold et Logan.
John Arnold « Johnny » Logan, né le 1er janvier 1921, à Richmond, en Indiana et mort le 16 septembre 1977, à Charlotte, en Caroline du Nord, est un joueur et entraîneur américain de basket-ball.  

## Biographie
Arrière d'1,87 m issu de l'université Indiana, Logan joua quatre saisons avec les Saint Louis Bombers et une cinquième saison avec les Blackhawks des Tri-Cities. Avec les Blackhawks, il assura un intérim de trois matchs en tant qu'entraîneur-joueur.